# Aaron Schock
Aaron Jon Schock, född 28 maj 1981 i Morris, Minnesota, är en amerikansk republikansk politiker. Han representerade delstaten Illinois 18:e distrikt i USA:s representanthus från 2009 till och med 2015.

## Politisk karriär
Kongressledamoten Ray LaHood bestämde sig för att inte kandidera till omval i kongressvalet i USA 2008. Schock är mera konservativ än LaHood men han lyckades ändå vinna trots Barack Obamas framgångar i presidentvalet i USA 2008. George W. Bush uppträdde i Peoria för att samla in pengar till Schocks valkampanj. Valsegern innebar att Schock blev den första kongressledamoten som är född på 1980-talet.
I mars 2015 avgick Schock från USA:s kongress, efter anklagelser om att han använt skattepengar till att felaktigt betala utgifter för sitt kontor. Schock förklarade sig icke skyldig, och i mars 2019 nåddes en uppgörelse där Schock friskrevs från alla anklagelser, efter gott uppförande och återbetalning av 100 000 amerikanska dollar.

## Biografi
Schock avlade 2002 sin kandidatexamen vid Bradley University. Schock är medlem av Conservative Baptist Association of America.
I mars 2020 kom Schock ut som homosexuell. I kongressen hade han tidigare röstat ner de flesta omröstningar om utökade rättigheter för HBTQ-personer. På sin hemsida har han skrivit ett längre inlägg om hur han ser på sin sexuella läggning och sina politiska ståndpunkter.